# Charles Lyell
För andra betydelser, se Charles Lyell (olika betydelser).
Charles Lyell, 1:e baronet, född 14 november 1797 på Kinnordy House nära Kirriemuir i Angus, död 22 februari 1875 i London, var en skotsk geolog. Han var son till botanisten och Danteöversättaren Charles Lyell.

## Biografi
Lyell betraktas allmänt som den moderna geologins fader och är tillsammans med James Hutton den som bidragit mest till att utveckla geologin som självständig vetenskap. 
Lyell blev 1832 professor i geologi vid King's College i London, men lämnade denna tjänst efter en tid. Han företog vidsträckta resor såväl i Europa (även i Sverige, 1834, och i Danmark, 1836) som i Nordamerika (1841 och 1845). Han upphöjdes till knight 1848 och till baronet 1864. Han ligger begravd i Westminster Abbey. 
Lyell utförde viktiga stratigrafiska arbeten. Han genomförde 1828-29, tillsammans med Roderick Murchison, en resa i Auvergne och Italien. Med utgångspunkt i sina lagerstudier där föreslog han en indelning av tertiärperioden i pliocen, miocen och eocen. Denna indelning grundades på även Gérard Paul Deshayes undersökningar över tertiära mollusker.
Lyell fick störst betydelse genom sin uppfattning om de nu på jorden verkande krafternas betydelse för jordens utveckling gav geologin en ny inriktning. Den bittra striden emellan neptunisterna (Abraham Gottlob Werner och hans skola) och plutonisterna (James Hutton, John Playfair och deras lärjungar) om jordens utveckling ledde till en förmedling av båda parternas ståndpunkter, vilken fick främsta uttryck i Georges Cuviers "Discours sur les révolutions du globe". Enligt denna uppfattning skildes olika geologiska perioder, från varandra genom våldsamma katastrofer eller revolutioner, genom vilka inte endast de fysiska förhållandena totalt förändrades, utan även allt levande förstördes, så att varje ny period började med en ny skapelse, varigenom en fullständigt ny flora och fauna uppstod. De krafter, som varit verksamma under förflutna geologiska perioder, ansågs ha varit av annan art än de nu verksamma och knappast bundna av samma lagar som nu. 
Lyell riktade sig mot dessa läror och försökte visa, att samma krafter, som nu verkar på jordskorpan, även verkat under förflutna geologiska perioder och att de verkar efter samma lagar. De får mycket stor verkan eftersom de verkar under ofantligt långa tidrymder. Inga globala katastrofer eller revolutioner har förekommit, dessa har alltid varit lokala, och lika litet har en fullständig förintelse av floran och faunan någonsin ägt rum. I stort sett har en jämn utveckling försiggått från den tid, då den glödande, flytande jordkärnan täcktes med en fast skorpa. Redan tidigare hade uppfattningen om de nu på jorden verkande krafterna är tillräckliga för att förklara de under jordens utvecklingshistoria försiggångna förändringarna (aktualism) framförts av såväl av äldre författare som bland andra Constant Prévost och Karl Ernst Adolf von Hoff, men fick större spridning först genom Lyell. 
Lyell framställde dessa läror i Principles of Geology (hans huvudarbete, vilket föranleddes av studiet av George Julius Poulett Scropes "Geology of Central France") och Elements of Geology, vilka från 1830 utkom i många upplagor och översattes på flera språk (i sammandrag bearbetade på svenska av Gustaf Lindström, "Geologiens grunder", 1857; andra upplagan 1859). 
Lyell var nära vän och mentor åt Charles Darwin men accepterade aldrig dennes evolutionsteori fullt ut trots att han var en av de första som konsulterades av Darwin om dessa teorier. Han författade boken Geological Evidences of the Antiquity of Man 1863 där han beskriver sin tolkning av utvecklingsläran. I själva verket kan, såsom Bernhard von Cotta påpekade, Lyells och Darwins åsikter anses som uttryck för samma åskådningssätt, eller lagen om den med tiden skeende utvecklingen genom summeringen av enskilda verkningar. 
Bland Lyells många andra arbeten bör nämnas reseskildringarna (Travels in North America, 1845, och Second Visit to the United States, 1849). Av särskilt intresse för Sverige är hans undersökningar över vad som kallats "svenska vallens höjning" (Proofs of a Gradual Rising of the Land in Certain Parts of Sweden, 1835), som gjordes under hans resa i Sverige 1834. Enligt dessa skulle Sverige höjas mest i norr och med avtagande mått ungefär till Kalmar, söder om vilken stad ingen höjning kan spåras. Nyare undersökningar, grundade på ett större iakttagelsematerial, visade emellertid, att en nivåförändring visserligen äger rum och att denna är större i norra än i södra Sverige, men ej försiggår så hastigt, som Lyell antog.  År 1881 utgavs hans "Life, Letters, and Journals" i två band.
Under det sista årtiondet av Lyells liv, var Arabella Buckley hans sekreterare. Hon fortsatte sedan att skriva populärvetenskapliga böcker och hålla föredrag. Lyell var Fellow of the Royal Society och invaldes 1866 som utländsk ledamot av Kungliga Vetenskapsakademien. Han tilldelades Royal Medal 1834, Copleymedaljen 1858 och Wollastonmedaljen 1866.
Geological Society of London utdelar sedan 1876 årligen Lyellmedaljen för framstående insatser inom den geologiska vetenskapen.